# Тесла ЕКО ФОРУМ
’’’Тесла ЕКО ФОРУМ’” је својеврстан форум и семинар, који се бави малопознатим и неистраженим доприносима Николе Тесле у области екологије, животне средине и обновљивих извора енергије. Датум одржавања је почетак септембра месеца, у предивном амбијенту, на планини Гоч, у хотелу „Пирамида”, у организацији: Унесковог клуба Универзитета Сорбона, у Паризу, удружења Србија за младе и међународног Меморијалног пројекта Тесла, а под покровитељством Шумарског факултета Универзитета у Београду и министарства трговине, туризма и телекомуникација Републике Србије. До сада су одржана два форума и то 2017. и 2018. године.